# Paseo de la Reforma
Le Paseo de la Reforma (« Promenade de la Réforme ») est une avenue de Mexico.

## Situation et accès
Longue de 14,7 km, cette large avenue trace une ligne droite, coupant la ville en diagonale dans Mexico. Elle débute au parc de Chapultepec, passe au pied de la Torre Reforma, le troisième gratte-ciel le plus haut de la capitale mexicaine, et traverse la Zona Rosa puis se poursuit jusqu'à la place de la Constitution (dont le nom populaire est Zócalo) par l'avenue Juárez et la rue Francisco I. Madero.

## Origine du nom

Logo de l'avenue.

Le nom commémore une série de réformes libérales effectuées durant la présidence et par le gouvernement de Benito Juárez au XIXe siècle.

## Histoire
L'avenue est tracée sur les ordres de l'empereur Maximilien Ier par l'ingénieur des mines autrichien Ludwig Bolland Kümhackl et est d'abord appelée « Paseo de la Emperatriz ». Inspirée des grands boulevards européens, tels ceux de Vienne (Ringstrasse), elle est alors destinée à relier le château de Chapultepec au Palais national situé dans le centre de la ville.
Une réplique de La Jeune Femme d'Amajac, découverte en janvier 2021, dans la région de Huasteca, devrait remplacer le monument à Christophe Colomb le long du Paseo de la Reforma de Mexico.
On estime que la sculpture date d'entre 1450 et 1521, pendant la période postclassique. Elle fait 2 mètres de haut, 60 centimètres de large et 25 centimètres d'épaisseur. Cette œuvre d'art en calcaire épais représente une femme portant un chemisier et une jupe jusqu'à la cheville. Ses yeux sont creux, ce qui indique qu'ils contenaient probablement des pierres. Pieds nus, la statue dispose dans son dos d'un pieu qui permettait de placer la sculpture debout dans le sol.

## Galerie

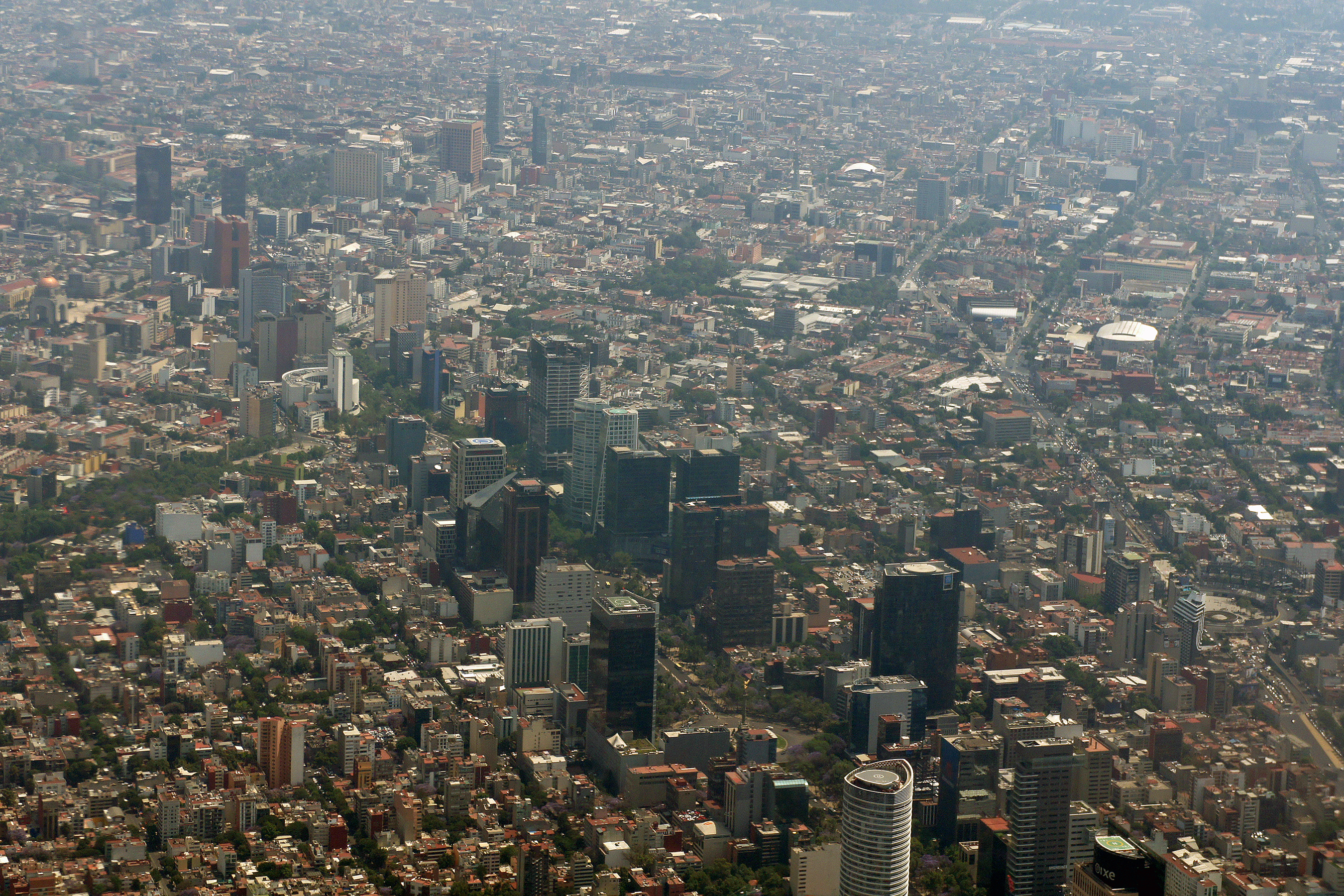
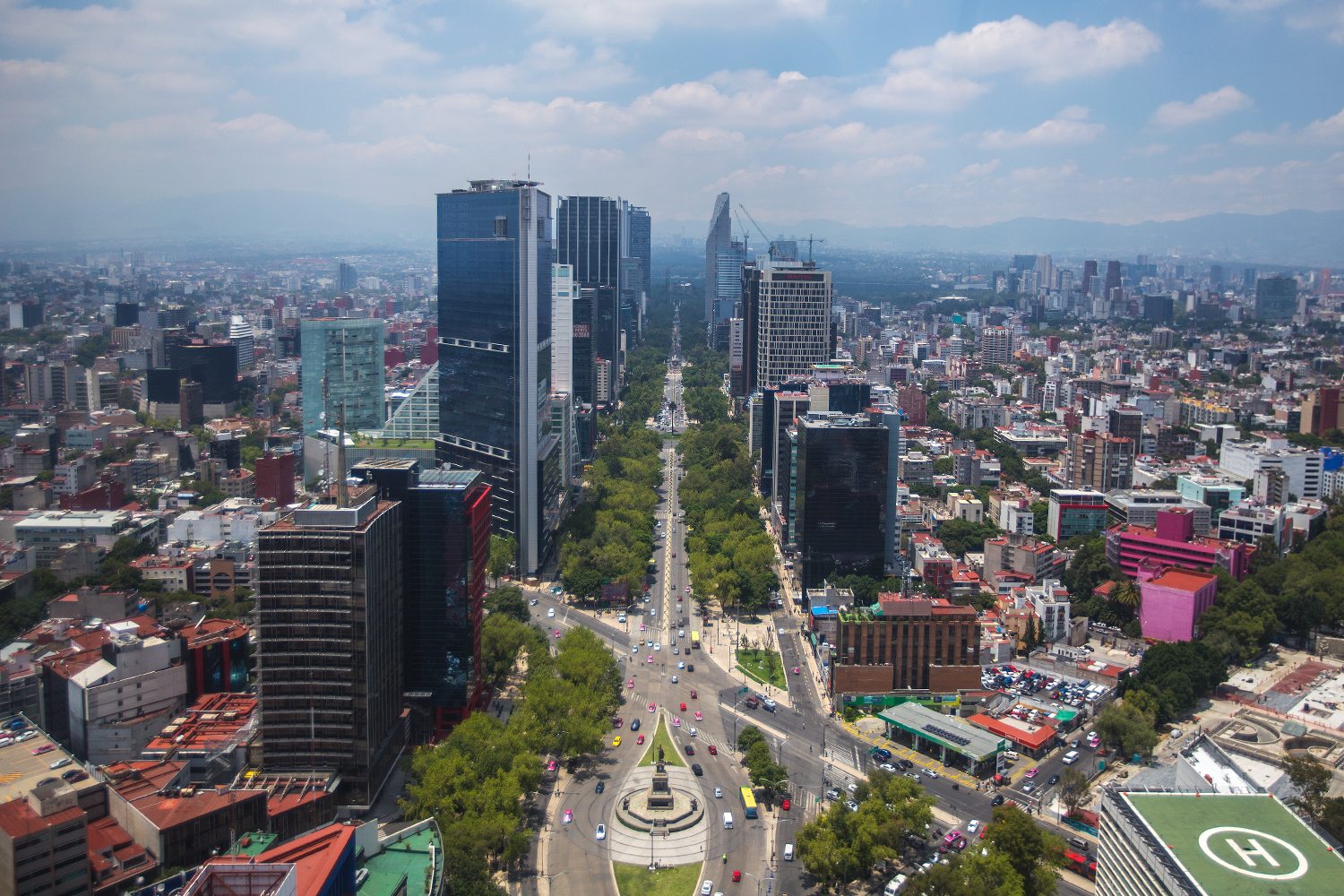
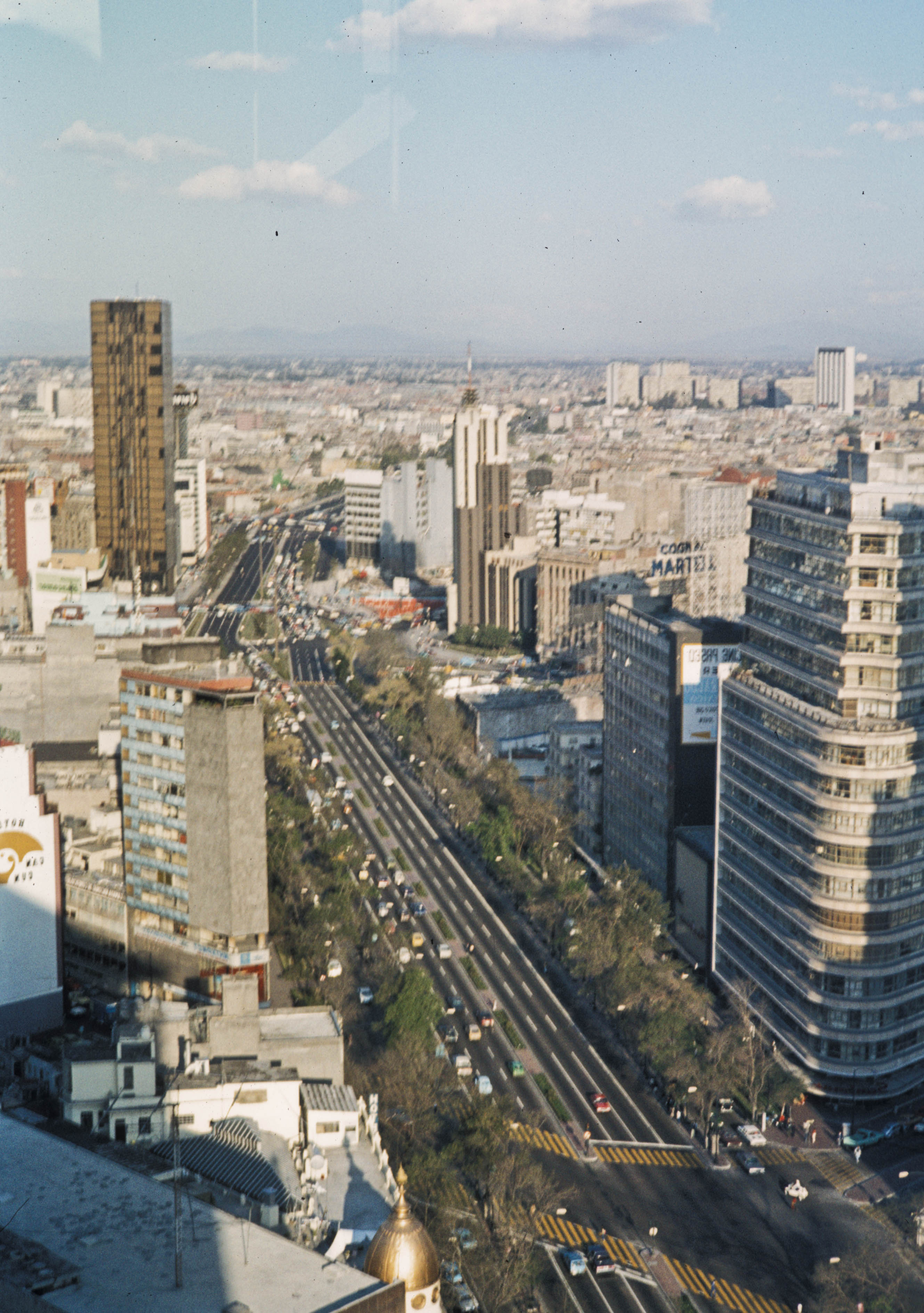
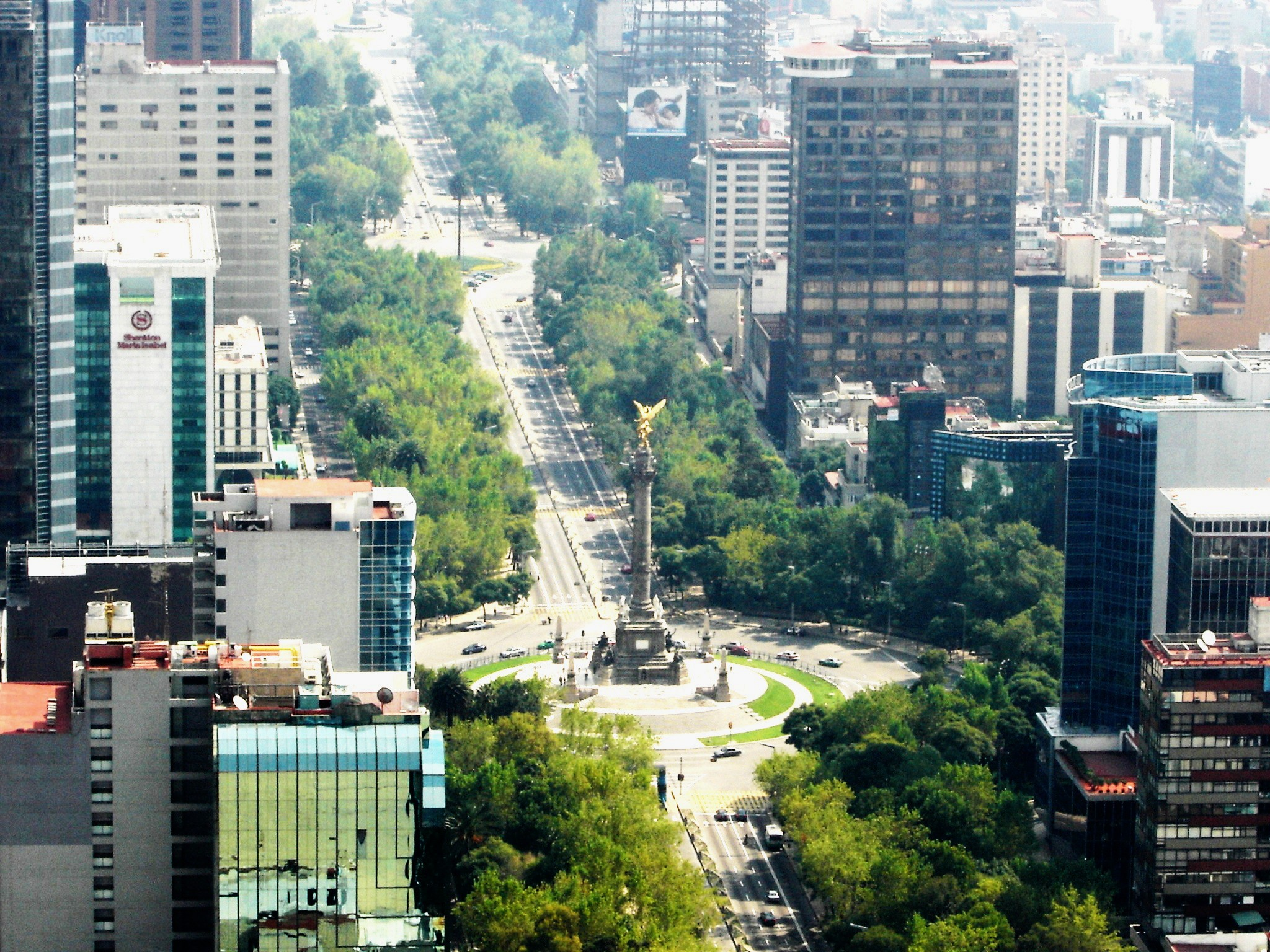
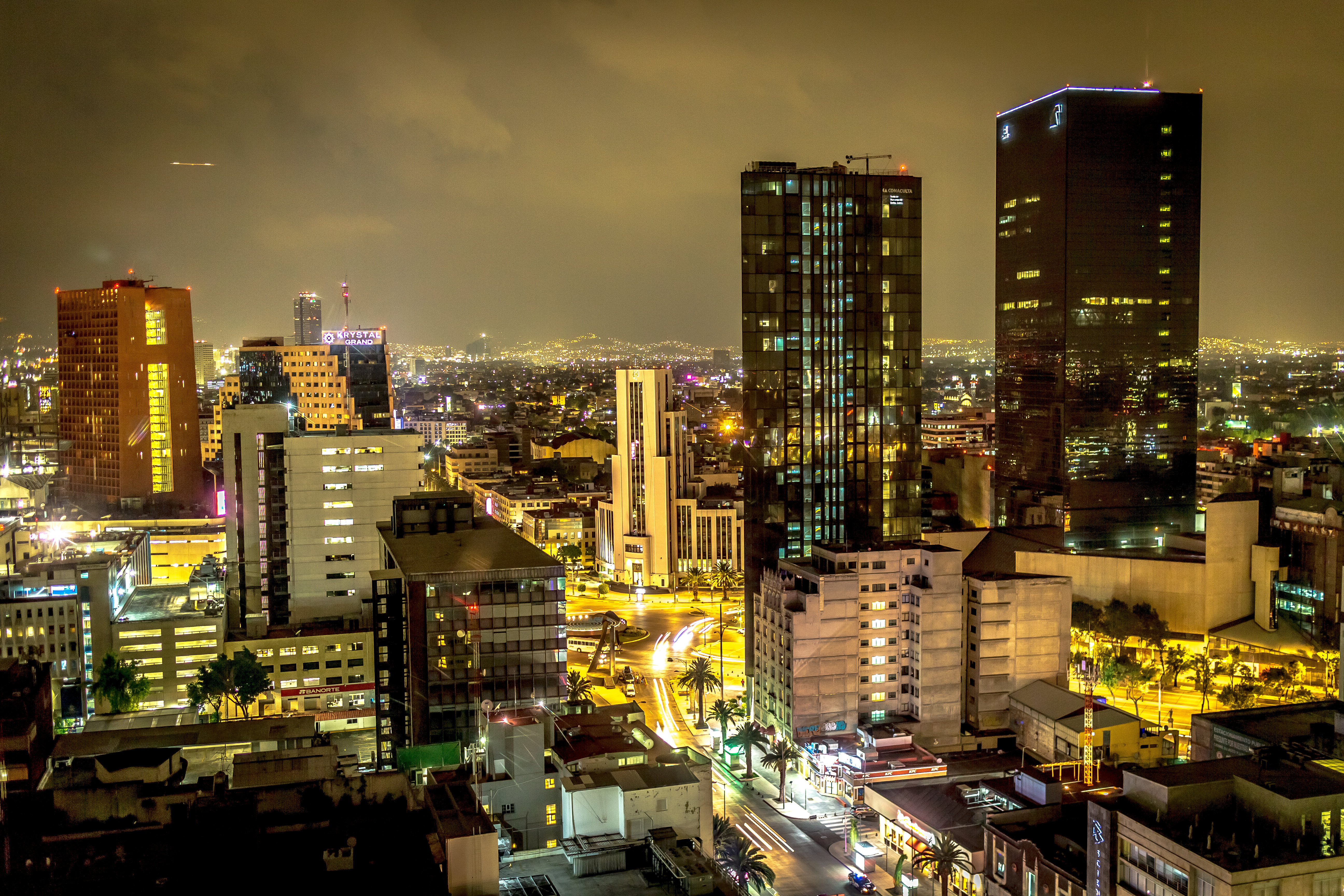
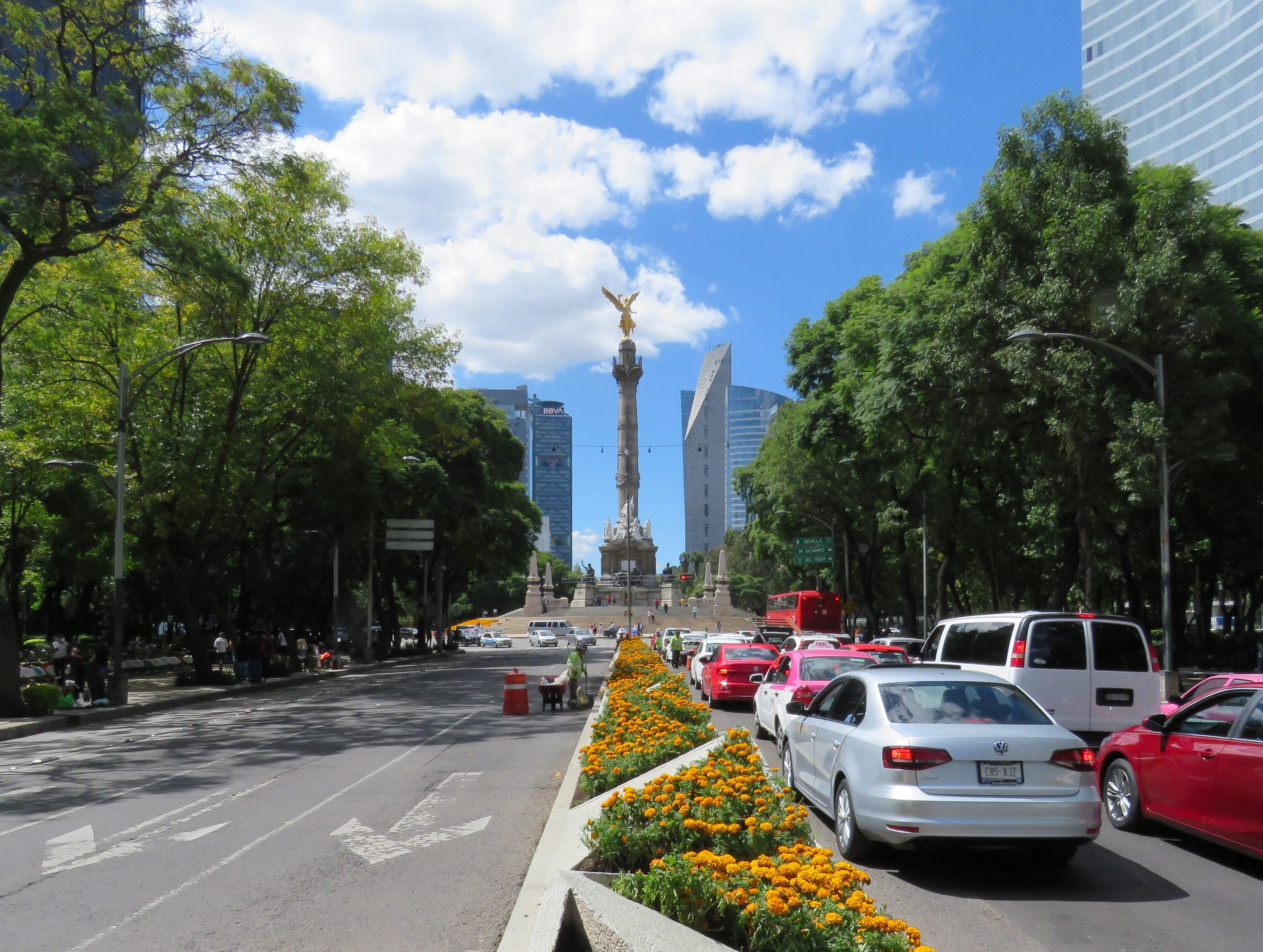
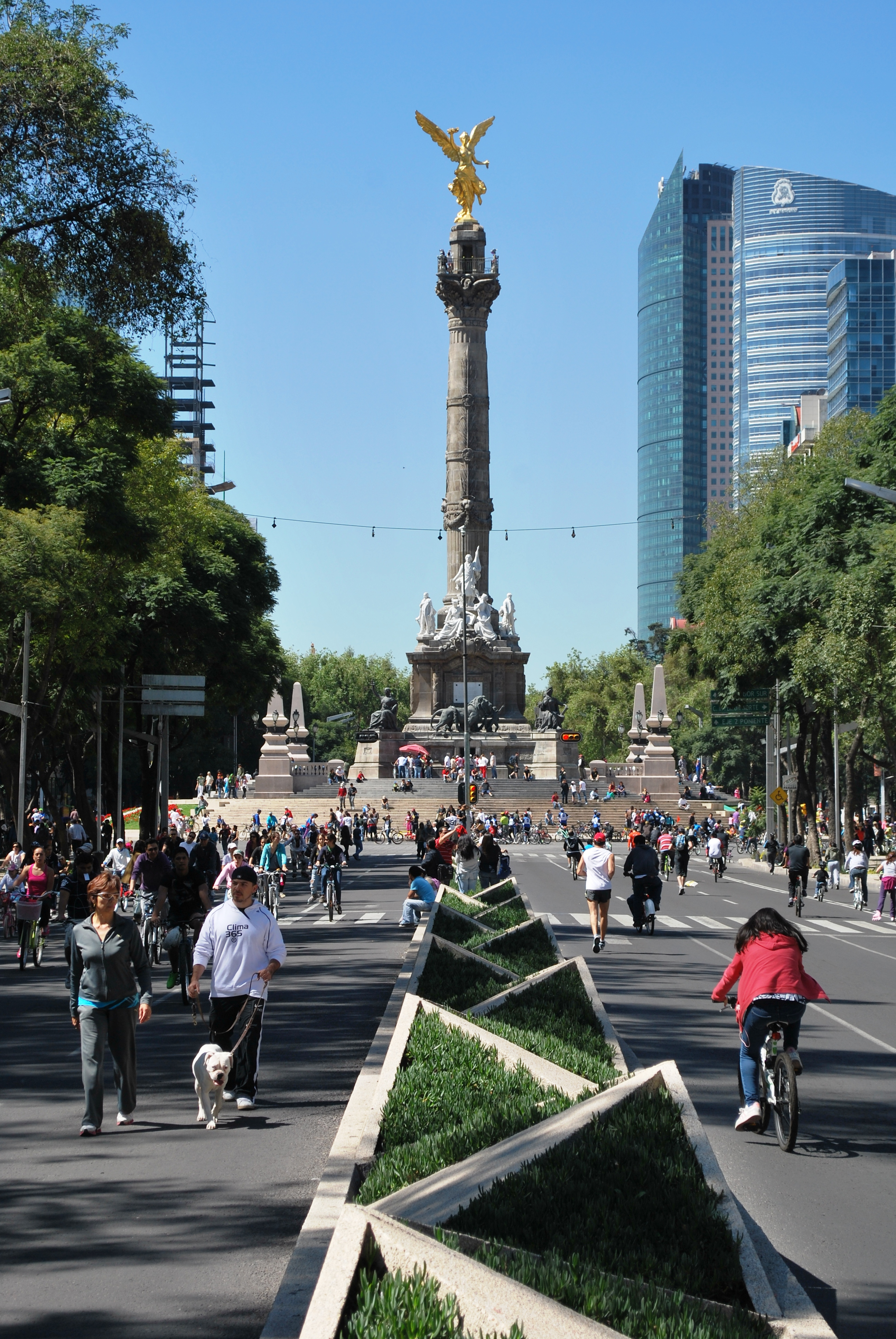
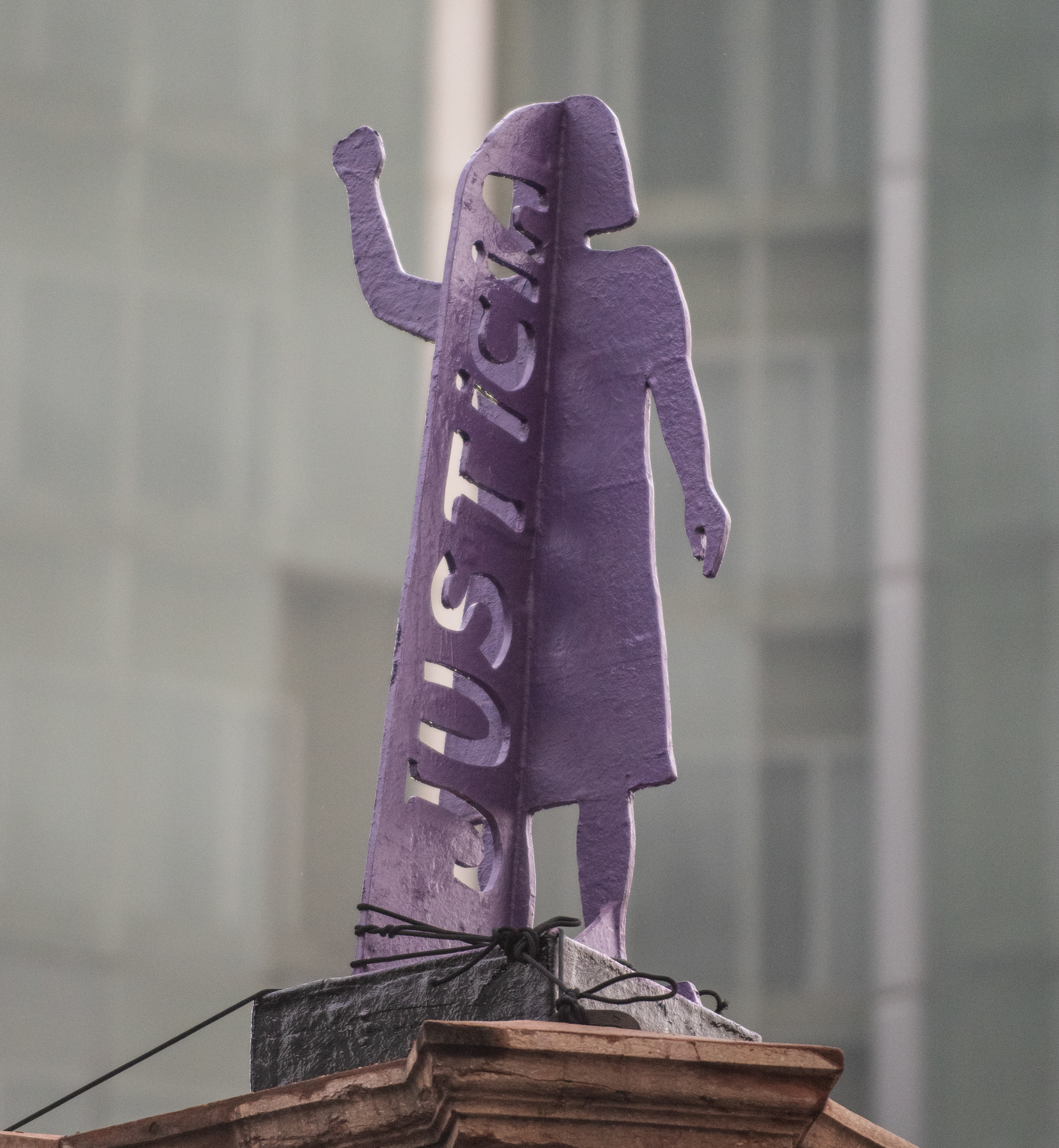
Statue en l’honneur des femmes qui luttent, qui a remplacé la statue de Christophe Colomb.
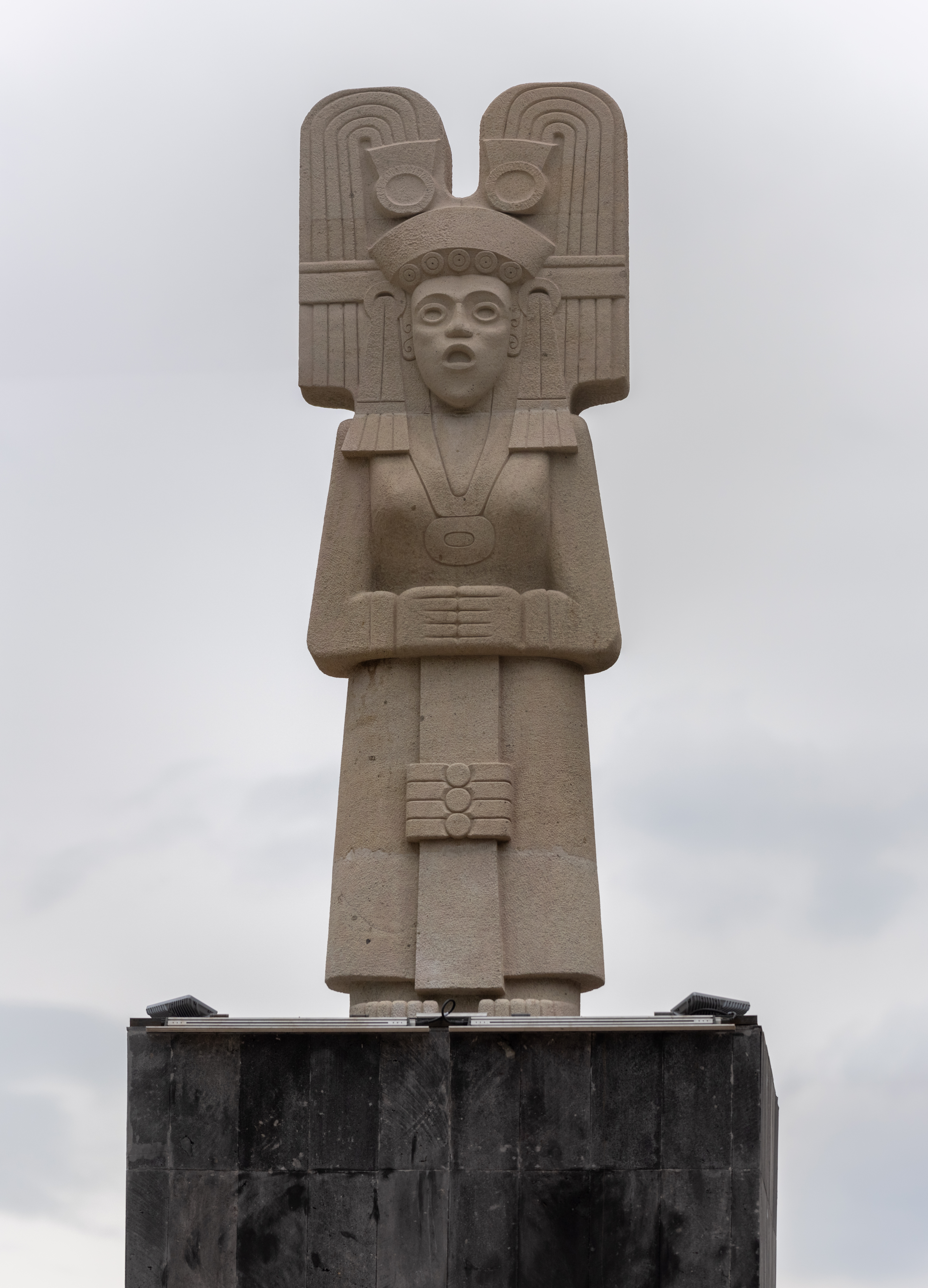
Réplique de la Jeune Femme d'Amajac.